# Округ Богородчаны
Округ Богородчаны (нем. Bezirk Bohorodczany, Богородчанский уезд, пол. Powiat bohorodczański) — административная единица коронной земли Королевства Галиции и Лодомерии в составе Австро-Венгрии, существовавшая в 1867—1918 годах. Административный центр — Богородчаны.
Площадь округа в 1879 году составляла 9,4146 квадратных миль (541,72 км2), а население 48 411 человек. Округ насчитывал 39 населённых пунктов, организованные в 37 кадастровых муниципалитета. На территории округа действовало 2 районных суда — в Богородчанах и Солотвине.
После Первой мировой войны округ вместе со всей Галицией отошёл к Польше.